# ثابت البناني
ثابت البُنَانِي تابعي ومُحدث ثقة، سكن البصرة. روى له الجماعة.

## سيرته
اسمه ثابت بن أسلم البُنَانِي، وبنانة هم بنو سعد بن لؤي بن غالب، كنيته أبو محمد، سكن البصرة، كان يقرأ القرآن في كل يوم وليلة ويصوم الدهر، صحب أنس بن مالك أربعين سنة، مات سنة 127 هـ، وهو ابن 86 سنة، قبل الطاعون بسنتين، وقيل 123 هـ، توفي في ولاية خالد بن يزيد القسري، عن حماد بن سلمة: «كان ثابت يَقُولُ: اللهم إن كنت أعطيت أحدا الصلاة فِي قبره، فأعطني الصلاة فِي قبري، ويُقال: إن هذه الدعوة استجيبت لَهُ، وأنه رؤي بعد موته يصلي فِي قبره.»

## روايته للحديث النبوي
- روى عن: إسحاق بن عبد الله بن الحارث بن نوفل، وأنس بن مالك، وبكر بن عبد الله المزني، والجارود بن أبي سبرة الهذلي، وحبيب بن أبي ضبيعة الضبعي، وسليمان الهاشمي مولى الحسن بن علي، وشعيب بن محمد بن عبد الله بن عمرو بن العاص، والد عمرو بن شعيب، وشهر بن حوشب، وصفوان بن محرز المازني، وعبد الله بن رباح الأنصاري، وعبد الله بن الزبير بن العوام، وعبد الله بن أبي عتبة، وعبد الله بن عمر بن الخطاب، وعبد الله بن مغفل المزني، وعبد الرحمن بن عياش القرشي، وعبد الرحمن بن عجلان، وعبد الرحمن بن أبي ليلى، وعمر بن أبي سلمة ربيب النبي، وعمرو بن شعيب، وهو أكبر منه، وكنانة بن نعيم العدوي، ومطرف بن عبد الله بن الشخير، ومعاوية بن قرة المزني، وواقع بن سحبان البصري، وأبي أيوب الأزدي المراغي، وأبو بردة بن أبي موسى الأشعري، وأبي برزة الأسلمي، وأبي رافع الصائغ، وأبي ظبية الكلاعي، وأبي العالية، وأبي عثمان النهدي، وأبي عقبة الهلالي، وأبي عيسى الأسواري، وأبي المتوكل الناجي، وسمية البصرية.
- روى عنه: أشعث بن براز الهجيمي، وأغلب بن تميم الشعوذي، وبحر بن كنيز السقاء، وبزيع بن حسان أبو الخليل البصري، وبسطام بن مسلم العوذي، وبشار بن الحكم الضبي، وأبو بشر بكر بن الحكم المزلق، وبكر بن خنيس الكوفي العابد، وثابت بن عجلان الشامي، وثمامة بن عبيدة العبدي البصري، وثواب بن حجيل الهدادي، وجرير بن حازم، وجسر بن فرقد القصاب، وجعفر بن سليمان الضبعي، وحاتم بن ميمون الكلابي، وحبيب بن الشهيد، وحبيب بن حجر القيسي، وحزم بن أبي حزم القطعي، وحسان بن سياه البصري الأزرق، والحسن بن سالم بن صالح العجلي، وحسن بن فرقد القصاب، والحسين بن واقد قاضي مرو، والحكم بن عطية العيشي، وحماد بن الجعد الهذلي، وحماد بن زيد، وحماد بن سلمة، وحماد بن يحيى الأبح، وحميد الطويل، وخازم بن الحسين أبو إسحاق الخميسي، وخالد بن عبد الرحمن العبدي، والخصيب بن جحدر البصري، وخلاد بن عيسى المنقري، وخلاس بن يحيى، وداود بن أبي هند دينار القشيري، وديلم بن غزوان، ورافع بن سلمة الأشجعي، والربيع بن بدر السعدي، ورقبة بن مصقلة العبدي، وروح بن المسيب التميمي، وزائدة بن أبي الرقاد الباهلي، وزكريا بن يحيى الساجي، وزهير بن تميم، وزياد بن خيثمة الجعفي، وسالم أبو جميع الهجيمي، وسعيد بن زربى العباداني، وسليمان بن داود، وسليمان بن المغيرة، والأعمش، وسليمان التيمي، وسهيل بن أبي حزم القطعي، وسلام بن أبي خبزة العطار، وأبو المنذر سلام بن سليم القاري، وأبو المنذر سلام بن أبي الصهباء الفزاري، وسلام بن مسكين الأزدي، وسيار أبو الحكم، وشعبة بن الحجاج، وصالح بن بشير المري، وصدقة بن موسى الدقيقي، والضحاك بن نبراس الجهضمي، وضرار بن عمرو الملطي، وضمضم بن عمرو الحنفي، وطلحة بن عمرو الحضرمي المكي، وعبد الله بن حفص الأرطباني، وعبد الله بن الزبير الباهلي، وعبد الله بن شوذب، وعبد الله بن عبيد بن عمير الليثي، وهو من أقرانه، وعبد الله بن المثنى بن عبد الله بن أنس بن مالك، وعبد ربه بن سعيد الأنصاري، وعبد السلام بن عجلان العدوي، وعبد العزيز بن المختار، وأبو ثابت عبد الواحد بن ثابت، وعبيد الله بن عمر العمري، وعطاء بن أبي رباح، وهو أكبر منه، وعلي بن زيد بن جدعان، وعلي بن أبي سارة الشيباني، وعمارة بن زاذان الصيدلاني، وعيسى بن طهمان الجشمي، وغالب بن الأزور، وغسان بن برزين الطهوي، والفضل بن دلهم الواسطي، وقتادة بن دعامة، وهو من أقرانه، ومات قبله، وقريش بن حيان العجلي، وكثير بن عبد الله اليشكري، وكثير بن أبي كثير الليثي، وأبو الفضل كثير بن يسار القيسي، ومبارك بن فضالة، وابنه محمد بن ثابت البناني، ومحمد بن زياد بن حزابة البرجمي، ومحمد بن سالم البصري، ومحمد بن عبد الله العمي، ومحمد بن عيسى الطحان، ومرحوم بن عبد العزيز العطار، ومعمر بن راشد، وميمون بن أبان، وميمون بن عبد الله، ونوح بن عباد القرشي، وهارون بن موسى النحوي، وهبيرة العيشي، والد صفوان بن هبيرة، وهمام بن يحيي، والهيثم بن جماز، البكاء، والوزير بن صبيح الوزان، وأبو عوانة الوضاح بن عبد الله اليشكري، ويزيد بن أبي زياد، ويونس بن عبيد.[2]
- الجرح والتعديل:
  - قال محمد بن إسماعيل البخاري عن علي بن المديني: «له نحو مائتين وخمسين حديثًا»
  - وقال أحمد بن حنبل: «ثابت يتثبت في الحديث، وكان يقص وقتادة كان يقص وكان أذكر»، وسئل عن ثابت وحميد الطويل أيهما أثبت فقال: «قال يحيى القطان ثابت اختلط وحميد أثبت في أنس منه.»
  - وقال العجلي: «ثقة رجل صالح»
  - وقال النسائي: «ثقة»
  - وقال أبو حاتم الرازي: «أثبت أصحاب أنس: الزهري، ثم ثابت ثم قتادة»
  - وقال ابن عدي: «هو من تابعي أهل البصرة، وزهادهم، ومحدثيهم، وقد كتب عنه الأئمة الثقات من الناس، أروى الناس عنه حماد بن سلمة، وأحاديثه مستقيمة إذا روى عنه ثقة، وما وقع في حديثه من النكرة إنما هو من الراوي عنه، لأنه قد روى عنه جماعة مجهولون ضعفاء.».[1]